# Яків Нізібійський
Святий Яків Нісібіський (сир. ܝܥܩܘܒ ܢܨܝܒܢܝܐ   , Yaʿqôḇ Nṣîḇnāyâ ; гр.: Ἅγιος Ἰάκωβος Ἐπίσκοπος Μυγδονίας; вірм.: Յակոբ Մծբնայ, Yagop Mdzpnay), також відомий як святий Яків Мигдонський або святий Яків Великий, був єпископом Нісібісу (нині південний схід Туреччини) до своєї смерті в 338 р. (за іншими данними в 350 р.).
Якова шанобливо називали «Мойсеєм Месопотамії». Він духовний батько відомого письменника і богослова святого Єфрема Сиріна. Був присутній на Першому Вселенському соборі в Нікеї. Шанується як святий в східній православній церкві, римо-католицькій церкві, греко-католицькій церкві, орієнтальних православних церквах та в так званій Церкві Сходу (Перська церква).

## Біографія

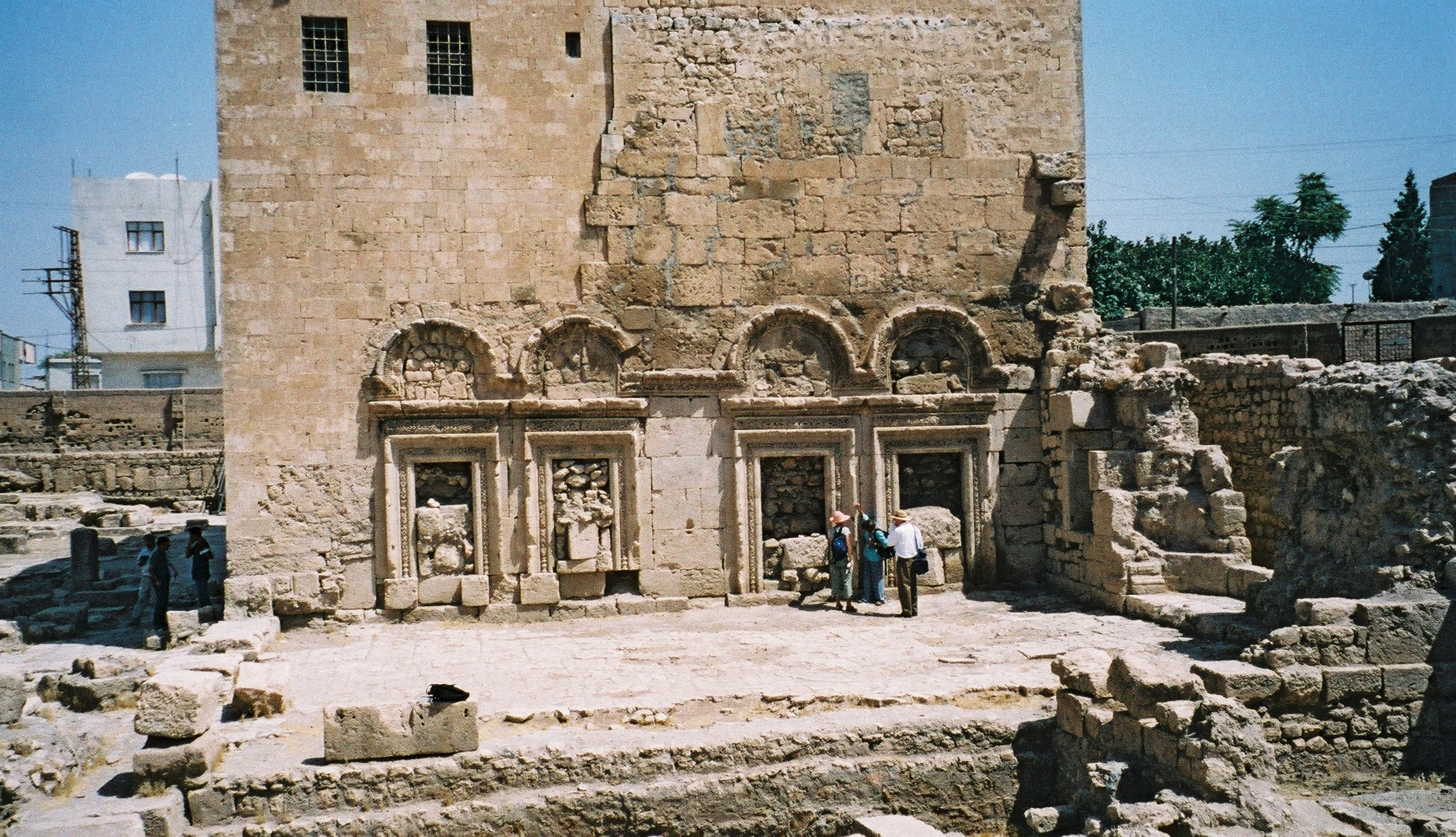
Нещодавно розкопана церква Святого Якова Нісібіського.

Святий Яків був сином одного з обласних князів Арменії і народився в місті Нісібіс в Месопотамії у ІІІ столітті. Вважається, що він був родичем Григорія Просвітителя. Визнаний святим, сповідником віри за свої страждання під час гонінь при імператорі Максиміані. Близько 280 р. святий Яків став відлюдником в горах поблизу Нісібісу. З часом він робиться відомим, неодноразово його відвідує Шерія, єпископ Арбелі (прав. 304–316). Згідно з переданням він творив багато чудес, навіть воскрешав мертвих. 
Існують розбіжності щодо дати висвячення Якова в єпископи Нісібісу. У Єфрема Сирина стверджується що це відбулося близько 300 р. і про Яківа говориться як про першого єпископа міста. Проте в католицькій енциклопедії першим єпископом Нісібісу і відповідно попередником Якова названий Бабу (правління 300–309). Відомий літописець XI ст. Ілля з Нісібісу вказує на 308 рік як на дату висвячення Яківа в єпископи.
В джерелах згадується низка подій що відбулися під час його єпископства. В період з 313 по 320 рр. Яків побудував першу церкву в Нісібісі. Йому приписують також заснування школи Нісібіса. У 325 р. він відвідав Перший Нікейський собор і був одним з противників Арія. Єфрем Сирин нібито супроводжував його на соборі, однак це вважається апокрифом. Згодом в 326 р. Яків був на похороні Митрофана Візантійського, єпископа Візантія (нині Константинополь). Він знаходився в місті при облозі Нісібіса Шапуром II, шахиншахом Ірану, у 337–338 рр. За словами святого Феодорита, Яків за підтримки населення та святого Єфрема піднявся на стіни і звершив молитву за місто. Феодорит стверджує, що згодом завдяки цьому іранську армію вразив рій комарів та мух і через деякий час Шапур II зняв облогу. Яків зараховується до числа підписантів Антіохійського собору 341 року, проте його присутність на соборі не зафіксована в інших джерелах.
Існують розбіжності щодо дати його смерті. В Мартиролозі Єроніма стверджується, що Яків помер ще в 338 р. під час облоги Нісібісу. Інші джерела вказують на 350 р.

## Реліквії

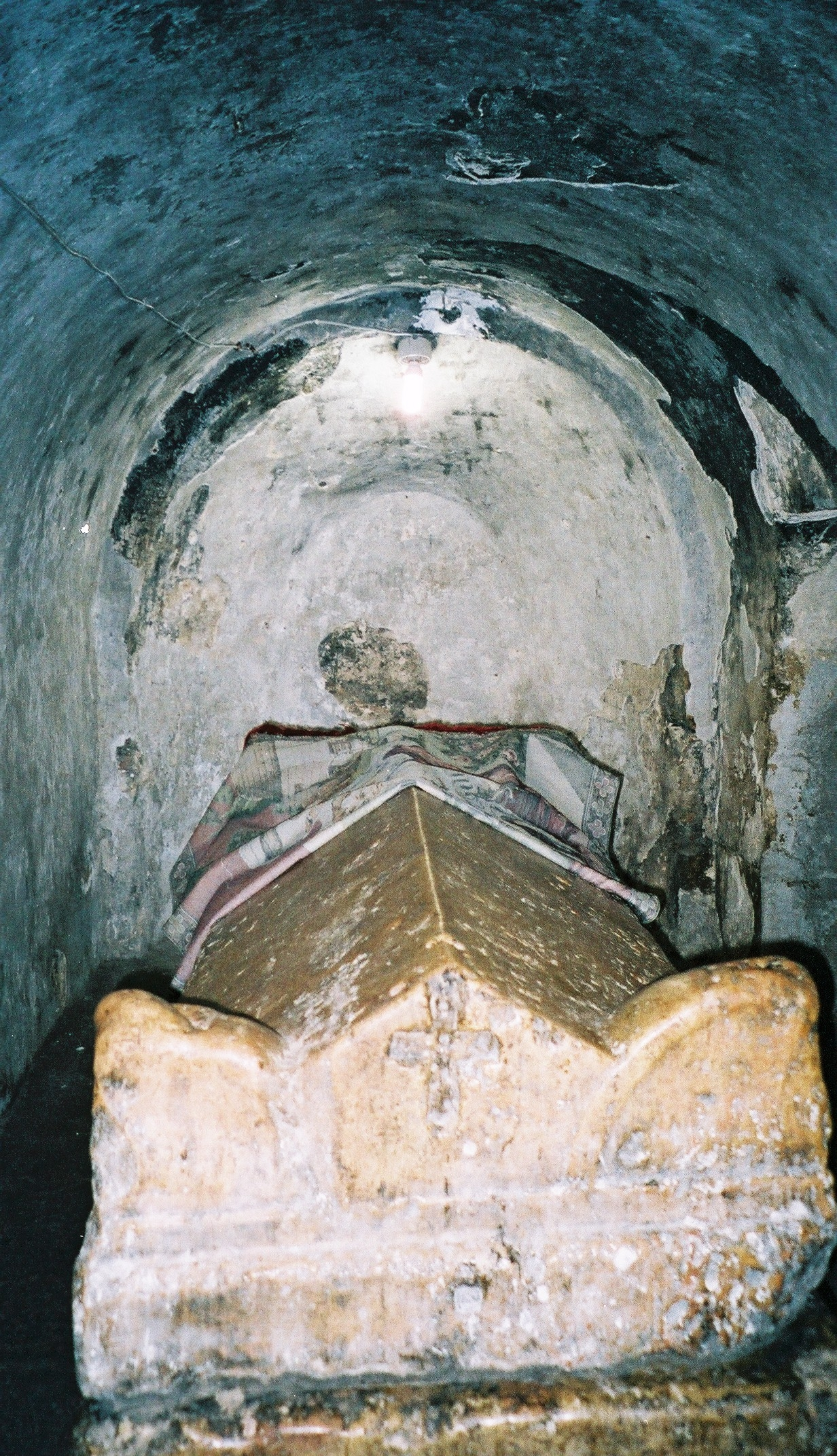
Гробниця Святого Якова Нісібіського в однойменній церкві

Є низка реліквій, пов'язаних з особою Якова Нісібіського.
Так в нещодавно розкопаній церкві Святого Якова Нісібіського була знайдена і його гробниця. Феодорит розповідає, що кістки святого Якова були перенесені з Нісібіса дещо західніше, до Едеси, в зв'язку з переходом міста під владу Ірану в 363 році. Згодом у 970 році мощі святого були перенесені в Константинополь.
Фрагменти черепа святого Якова були подаровані Гільдесгаймському собору в Німеччині в 1367 році Ліппольдом фон Штайнбергом на честь перемоги в битві при Дінкларі.
Станом на 2018 рік мощі святого Якова знаходилися в вірменській церкві Святого Георгія в Пловдиві, Болгарія.
Згідно з легендою, Яків, в пошуках залишків Ноєвого ковчегу, піднявся на гору Карду, яка в той час вважалася місцем його пристанища. Коли він спочивав біля вершини, ангел уві сні поставив уламок ковчега поруч з ним і наказав йому прокинутися. Вважається що цей фрагмент, знайдений Яковом, пізніше був доставлений до Ечміадзінського собору у Вірменії.

## Праці
Деякий час вважалося, що збереглося близько двох десятків проповідей Якова Нісібіського. Кілька з них виявилися творами святого Афрахата, що жив приблизно в той же час. Плутанина виникла через прийняття Афрахатом імені Яків при висвяченні в єпископи. Є припущення, що і інші твори, які раніше приписували Якову Нісібіському, були написані пізніше.